# Bój na linii jezior koronowskich
Bój na linii jezior koronowskich – wrześniowe walki polskiej 15 Wielkopolskiej Dywizji Piechoty z wojskami III Rzeszy na terenie Pomorza.

## Przebieg działań
Walki nadgraniczne
Rano 1 września, będąca na prawym skrzydle niemieckiego II Korpusu Armijnego 3 Dywizja Piechoty prowadziła natarcie w ogólnym kierunku na Więcbork, spychała placówki polskiej Straży Granicznej i wysunięte patrole I/22 pułku piechoty. W południe niemieckie czołowe oddziały, posuwając się przez Mąkowarsko, zepchnęły z przedpola kompanię zwiadowczą polskiego 22 pułku piechoty i w ciągu popołudnia uderzyły na północne skrzydło obrony w lesie Różanna. Skrzydłowa 7 kompania wycofała się w głąb boru ze znacznymi stratami, a Niemcy podeszli do linii jezior koronowskich. Częścią sił zaatakowały przesmyki między jeziorami Stoczek – Piaseczno, częścią zaś obeszły je z północy korzystając z wyłomu dokonanego przez 5 i 6 ppanc 3 DPanc. Następnie w ciągu popołudnia Niemcy odrzucili północne skrzydło III/22 pp. W ten sposób znacznie rozszerzyli wyłom na południu. Część III/22 pp wycofała się w głąb lasów, ponosząc duże straty.
O świcie 2 września na odcinku jezior koronowskich artyleria niemiecka ostrzelała, broniące przesmyków międzyjeziornych, pododdziały polskie. Około 9.00 do natarcia ruszyła niemiecka 3 Dywizja Piechoty i zaatakowała odcinek obrony 22 pułku piechoty w rejonie stacji kolejowej Buszkowo. Niemieckie czołgi atakowały wzdłuż szosy Mąkowarsko – Buszkowo. Uderzenia nie wytrzymał III/22 pułku piechoty i po drugim ataku wycofał się w rejon lasu na północny wschód od Buszkowa. W godzinę później Niemcy zdobyli przesmyki między jeziorami Piaseczno i Stoczek. Pozostałe bataliony 22 pułku piechoty wycofały się za Brdę w rejon Cierplewa i Wymysłowa. W ich szeregi wkradła się panika.
Przesmyków w rejonie Buszkowa bronił batalion ON „Koronowo”. Zagrożony od północy oskrzydleniem, około 11.00 musiał opuścić swoje stanowiska obronne. Po południu batalion próbował zorganizować obronę na zachód przed Koronowem na linii drogi między Starym Dworem i Nowym Dworem. Kiedy zabrakło amunicji do francuskich karabinów, resztki batalionu w dużym nieładzie wycofały się za Brdę i dalej lasami w kierunku Bydgoszczy.
Działania odwodów
Celem udzielenia pomocy 22 pułkowi piechoty i batalionowi ON „Koronowo”, dowódca 15 Dywizji Piechoty gen. Zdzisław Przyjałkowski skierował w rejon walk kawalerię dywizyjną. Chciał też w ten sposób zamknąć kierunek Tryszczyn – Kruszyn. Była to już jednak decyzja spóźniona, a dowódca kawalerii złożył meldunek bojowy następującej treści: [...] wyruszyłem dla obronnego zamknięcia rejonu Tuszyny i Probostwa. Jednak interwencja moja o godz. 15.30 okazała się już spóźniona, gdyż npl opanował już zach. skraj lasu z L. Wilcze Gardło włącznie. Tak z północy, jak i z południa napływało coraz więcej piechoty npla. Szczątki i niedobitki obrońców spod Buszkowa spotkałem w Nadleśnictwie Stronno w stanie wprost opłakanym, ponadto tabory jednego z pułków dywizji ogarnęła wprost panika, gdyż pozostawiali i porzucali na drodze swego odwrotu, co tylko można było. Nie mogąc wykonać otrzymanego rozkazu z powodu opóźnienia, a widząc tam swoją obecność w terenie wybitnie lesistym jako mało przydatną, powróciłem do L. Zdroje.
Także wysuniecie odwodu dywizyjnego – 59 pułku piechoty (bez batalionu) – w kierunku północno-zachodnim okazało się spóźnione. Po przybyciu w rejon Gogolina płk Bolesław Mirgałowski stwierdził, że linia obrony na północ od Byszewa faktycznie nie istnieje, a oddziały niemieckie kierują się na wschód.
Przesunięcie odwodu dywizyjnego na północ spowodowało odkrycie północnego skrzydła przedmościa „Bydgoszcz”. Wycofujące się na Jasienie I i II/22 pp nie przedstawiały już żadnej wartości bojowej. Żołnierze tych batalionów zostali zatrzymani dopiero w Myślęcinku i rozkazem szefa sztabu 15 DP skierowani w rejon Osielska. W tym czasie III/22 pp liczył już tylko 130 żołnierzy, bez broni ciężkiej, amunicji oraz taborów. Poważnemu rozprzężeniu uległ również batalion ON „Koronowo”.
Wycofanie na przedmoście bydgoskie
Dowódca Armii „Pomorze” gen. Władysław Bortnowski podporządkował 15 Dywizji Piechoty 22 pułk piechoty i nakazał gen. Przyjałkowskiemu wycofać wojska z pozycji ryglowej Trzemiętowo – Wojnowo. Całością sił gen. Przyjałkowski miał obsadzić odcinek przedmościa bydgoskiego, wydłużając obronę 61 pułku piechoty ku Wiśle w rejonie Gądecza.
Realizując rozkaz dowódcy armii, 15 Dywizja po 21.00 miała dokonać stosownych przegrupowań:
- 62 pułk piechoty (bez batalionu) otrzymał zadanie obsadzenia odcinka wzg. 108,9 i odcinka „Tryszczyn” do skraju lasu na południe od dworu Łącznica oraz wysłania na przedpole czat;
- 61 pp miał pozostać na dotychczasowych stanowiskach;
- wsparcie ogniowe odcinka obrony Bydgoszcz-Zachód zapewnić miał 15 pal (bez II dywizjonu) oraz 15 dac.

Na dowódcę całości obrony obu pułków wyznaczony został dowódca piechoty dywizyjnej płk Albin Skroczyński.
- Odcinek leśny od Brdy do torów kolejowych zajął 22 pułk piechoty.
- 59 pułk piechoty (bez batalionu), wzmocniony batalionem ON „Bydgoszcz” i dywizyjną kompanią kolarzy, wsparty III/15 pal, obsadził odcinek od torów kolejowych do południowego skraju jeziora Borowno i dalej przez Borowno aż do Gądecza. Ponadto pułk miał wydzielić oddział rozpoznawczy z zadaniem rozpoznania rejonu Trzeciewiec i kierunku na dwór Piszczyn.
- W odwodzie dywizji pozostał batalion 62 pułku piechoty z plutonem działek ppanc i kawaleria dywizyjna rozlokowana w lesie koło przystanku kolejowego Rynkowo[10].

## Wojska walczące
Jednostki polskie
| Dywizja                                     | Pułk                           | Batalion                       | Dowódcy                       |
| ------------------------------------------- | ------------------------------ | ------------------------------ | ----------------------------- |
| 15 Dywizja Piechoty                         | dowództwo                      | dowództwo                      | gen. Zdzisław Przyjałkowski   |
| 15 Dywizja Piechoty                         | 59 pułk piechoty               |                                | płk Bolesław Mirgałowski      |
| 15 Dywizja Piechoty                         | 61 pułk piechoty               |                                | ppłk Franciszek Sobolta       |
| 15 Dywizja Piechoty                         | 62 pułk piechoty               |                                | ppłk Kazimierz Heilman-Rawicz |
| 15 Dywizja Piechoty                         | 15 pułk artylerii lekkiej      |                                | ppłk Jerzy Leonhard           |
| 15 Dywizja Piechoty                         | 15 dywizjon artylerii ciężkiej | 15 dywizjon artylerii ciężkiej | mjr Stefan Starzyński         |
| 15 Dywizja Piechoty (oddziały przydzielone) | 22 pułk piechoty               | dowództwo                      | płk Feliks Jędrychowski       |
| 15 Dywizja Piechoty (oddziały przydzielone) | 22 pułk piechoty               | I/22 pp                        | mjr Jan Poborowski            |
| 15 Dywizja Piechoty (oddziały przydzielone) | 22 pułk piechoty               | II/22 pp                       | mjr Stanisław Allinger        |
| 15 Dywizja Piechoty (oddziały przydzielone) | 22 pułk piechoty               | II/22 pp                       | mjr Władysław Mizikowski      |
| 15 Dywizja Piechoty (oddziały przydzielone) | baon ON „Koronowo”             | baon ON „Koronowo”             | mjr Antoni Krzesiński         |
| 15 Dywizja Piechoty (oddziały przydzielone) | baon ON „Bydgoszcz”            | baon ON „Bydgoszcz”            | mjr Jan Gawroński             |